# 1re division légère mécanique
Pour les articles homonymes, voir 1re division.
 (août 2020).
Si vous disposez d'ouvrages ou d'articles de référence ou si vous connaissez des sites web de qualité traitant du thème abordé ici, merci de compléter l'article en donnant les références utiles à sa vérifiabilité et en les liant à la section « Notes et références ».
La 1re division légère mécanique, est une unité française de blindés, créée en juillet 1935, par la transformation de la 4e division de cavalerie. Première grande unité française entièrement motorisée, elle combat en 1940 pendant la bataille de France. Encerclée en Belgique fin mai 1940, elle est reconstituée en juin. Elle est dissoute après l'armistice de 1940.

## Création

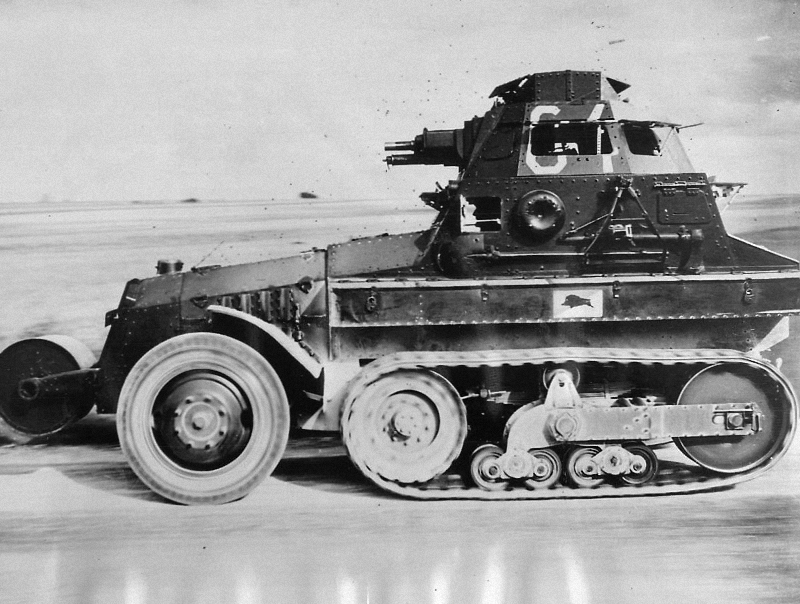
AMC Schneider P 16 du de la 1re DLM en 1936. L'insigne du sanglier qui charge est peint sur les différents blindés de la division.

La 1re DLM de 1935 devait comporter un régiment reconditionné avec 2 escadrons de motocyclistes et 2 escadrons d'automitrailleuses AMD 35 Panhard, une brigade de combat avec 2 régiments, une brigade motorisée avec 2 régiments motorisés de dragons à 2 bataillons, un régiment d'artillerie.
La cavalerie voulant équiper ses brigades de combat avec des Somua S-35 en remplacement du Hotchkiss H35 employé comme AMC (automitrailleuses de combat). La transformation de la 4e DC était lente et beaucoup de modifications ont été faites à l'ordre de bataille prévu. 
Ces modifications ont eu comme conséquence moins d'unités mais avec un meilleur équipement. La brigade motorisée a été réduite à un régiment motorisé de dragons avec 3 bataillons équipés de camions tous terrains (Lorraine et Laffly). Les escadrons d'AMR ont été transférés au régiment motorisé de dragons et les régiments de combat ont été équipés des S-35 et H-35. La production lente des SOMUA a empêché la pleine dotation de SOMUA S-35 dans les régiments de combat qui ont maintenu leurs tanks H-35. Le régiment de reconnaissance a reçu le AMD 35 Panhard. En suivant ses idées, le général Flavigny a pris le commandement de la 1re D.L.M.

## Organisation au 10 mai 1940

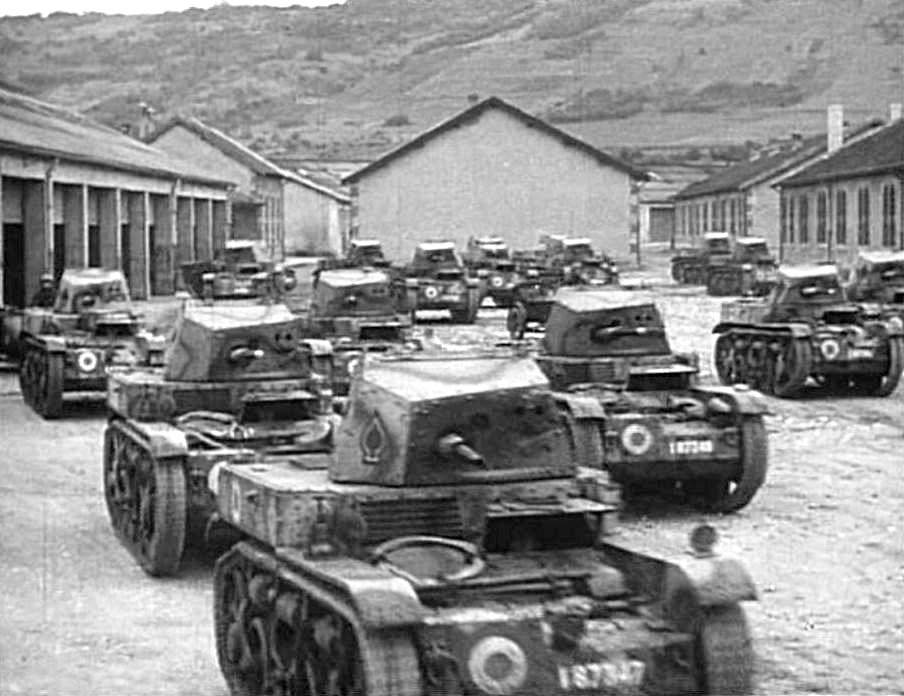
Un groupe de AMR 35 armés d'une mitrailleuse Hotchkiss de 13,2 mm du 4e régiment de dragons portés. le véhicule de devant, no 87347, est le deuxième produit et montre les grandes rosettes typiques de cette unité à partir de 1938.

Commandant : général de brigade Picard
Chef d'état-Major : chef d'escadron Bonvalot
Commandant de l’artillerie divisionnaire : colonel Lais
Commandant du train divisionnaire : chef d'escadron Mulie
- Régiment de reconnaissance : 
  - 6e régiment de cuirassiers : colonel Dario

- 1re brigade légère mécanique : colonel de Brauer. Deux régiments de chars de combat, à deux escadrons de S-35 et deux de H-35 :
  - 18e régiment de dragons : lieutenant-colonel Pinon
  - 4e régiment de cuirassiers : lieutenant-colonel Poupel
  - 11e EDAC
  - 11e ERD

- 2e brigade légère mécanique :  colonel de Beauchesne
  - 4e régiment de dragons portés : colonel de Vincens de Causans

Elle compte au total 8 escadrons de chars et 5 escadrons d’automitrailleuses AMD 35 Panhard, tous alignés à 20 véhicules
- 74e régiment d'artillerie de division légère mécanique
- 10/74e BDAC
- 1020/405 BDCA
- 37/1, 37/2, 37/3 compagnies de sapeurs mineurs
- 37/16 compagnie d’équipage de ponts
- 37/81 compagnie télégraphique
- 37/82 compagnie radio
- 37/83 détachement colombophile
- 227/6 compagnie automobile de QG
- 327/6 compagnie auto de transport
- GED 37/6
- GSD 37

## Commandement
- 1er février 1936 - 3 juin 1939 :  général Flavigny
- 1939 - 1940 :  général Picard

## Pendant lacampagne de France
- le 12 septembre 1939, les régiments de la1re brigade légère mécanique en garnison à Reims embarquent à Mourmelon-le-Petit pour débarquer à Verdun

- Au déclenchement de l'attaque allemande, la 1re DLM aligne 4 escadrons de char Somua S-35 (18e dragons, 4e cuirassiers), elle est affectée à la 7e armée française du général Giraud. Elle est envoyée donner la main au nord à la Hollande. En application de la manœuvre Dyle-Bréda, la division pénètre en Belgique, selon l’itinéraire : Landrecies-Maubeuge-Charleroi-Namur. Elle entre en contact avec l'ennemi, à seize kilomètres à l'ouest de Maastricht, au matin du 11 mai. Pendant ces trois jours de combat, la division subit de lourdes pertes.

- Puis elle est impliquée du 19 au 23, dans la bataille de la Sambre, à l'issue de laquelle les forces alliées engagées en Belgique se voient couper de leurs bases par l'avance des blindés allemands à Abbeville. Le 22 mai, à Neuville-Saint-Vaast, elle attaque en direction de Mont-Saint-Éloi. Les combats se poursuivent après la rupture de la ligne de la Dyle à Gembloux, la 2e DLM en forêt de Mormal, le 18e dragons au Quesnoy, le 4e cuirassiers à Landrecies.

- La division subit alors le sort des autres unités encerclées dans la poche, et combat en retraite jusqu'à Dunkerque, où ses éléments survivants sont embarqués pour l'Angleterre, les 30 et 31 mai. Jusqu’au bout, les derniers chars SOMUA furent engagés avec succès. Les tout derniers furent sabotés par leurs équipages en vue de Dunkerque.
- La 1re DLM est reconstituée en juin. Elle participe aux combats de retraite avant d'être dissoute en juillet 1940.